# 경호초등학교
경호초등학교는 대한민국 전라남도 여수시에 있는 공립 초등학교이다.

## 학교 연혁
- 1968. 01. 01 여천군 경호국민학교 인가
- 1968. 04. 19 경호국민학교 개교, 소경분교장 편입
- 1973. 07. 01 행정구역 개편으로 여수시로 편입
- 1984. 04. 14 병설유치원 개원
- 1996. 03. 01 경호초등학교, 경호초등학교병설유치원 교명 변경
- 2013. 03. 01 경호초등학교 소경분교장 통폐합
- 2015. 03. 01 제19대 신제성 교장 부임
- 2017. 02. 10 제49회 4명(남2, 여2) 졸업( 총 1,957명 배출)

## 참고 자료
- 경호초등학교 - 한국교육학술정보원 학교알리미